# Витковский, Виктор Август
Август Виктор Витковский (пол. August Wiktor Witkowski; 12 октября 1854, Броды — 12 января 1913, Краков) — польский физик (специалист по теории газов), выпускник и профессор (1884) Львовской политехнической школы, профессор (1888) и ректор (1910—1911 гг.) Ягеллонского университета в Кракове. Ученик профессора Доминика Зброжека.

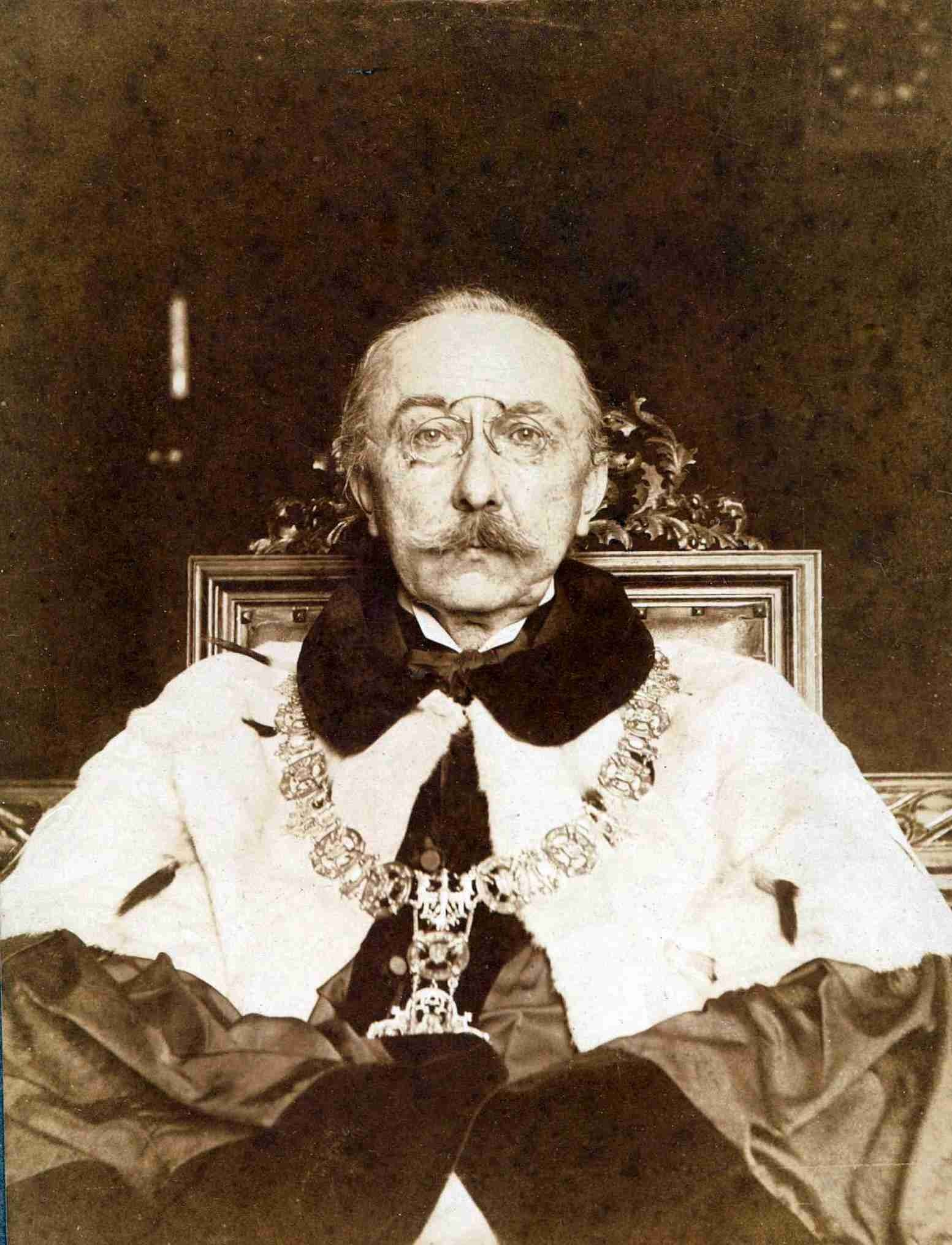
«Портрет Августа Витковского в мантии ректора Ягеллонского университета (между 1910 и 1911 годы)»